# 迪亚诺达尔巴
迪亚诺达尔巴（義大利語：Diano d'Alba），是意大利库内奥省的一个市镇。总面积17平方公里，人口3368人，人口密度198.1人/平方公里（2009年）。ISTAT代码为004080。

## 友好城市
- 義大利迪亚诺马里纳 2007年
- 法國内乌勒 2007年
- 義大利多莱尼亚德尔科廖 2007年